# 이범찬 (관료)
이범찬(李範贊, ? ~ ?)은 대한제국의 관료 출신으로 국민동지찬성회 회장을 지냈다. 본관은 전주이다.

## 생애
1891년 서장관(書狀官)을 지냈고, 이후 홍문관과 대한제국 중추원, 봉상사에서 근무했다. 1898년 정3품 비서원승에 올랐다가 이듬해 퇴관했다.
1910년 1월 한일 병합 조약 체결을 촉구하는 건백서를 유생 대표라 칭하며 대한제국 내각에 제출했으며, 곧이어 합방찬성론자들이 조직적인 활동을 위해 결성한 국민동지찬성회의 회장을 맡았다. 국민동지찬성회는 내각과 통감부에 합방찬성장서를 제출하는 등 일진회의 합방청원운동을 지원했다. 이 무렵 이용구와 만나 합방이 성사될 경우 내각을 구성할 때 자신을 포함한 국민동지찬성회의 회원들이 입각해야 한다는 취지의 발언을 한 것이 《황성신문》에 보도되기도 했다.
1911년 이용구의 일진회 세력이 천도교에서 출교당한 끝에 창설한 시천교의 봉교(奉敎)를 맡았다. 1934년 흑룡회는 일한합방기념탑을 세우면서 탑 속의 석실에 합방찬성에 세운 공로를 들어 이범찬의 이름을 기록했다.
2006년 친일반민족행위진상규명위원회가 조사 발표한 친일반민족행위 106인 명단에 포함되었다. 2008년 발표된 민족문제연구소의 친일인명사전 수록예정자 명단에도 선정되었다.

## 같이 보기
- 국민동지찬성회
- 시천교

## 참고자료
- 친일반민족행위진상규명위원회 (2006년 12월). 〈이범찬〉 (PDF). 《2006년도 조사보고서 II - 친일반민족행위결정이유서》. 서울. 729~735쪽쪽. 발간등록번호 11-1560010-0000002-10. 2007년 10월 8일에 원본 문서 (PDF)에서 보존된 문서. 2007년 8월 28일에 확인함.